# سید احمد علم‌الهدی
سید احمد علم‌الهدی (زادهٔ ۱۰ شهریور ۱۳۲۳) روحانی شیعه ایرانی است که از سال ۱۳۹۴ به‌عنوان نماینده ولی فقیه در استان خراسان رضوی و از سال ۱۳۸۴ به‌عنوان امام جمعه مشهد فعالیت می‌کند. وی همچنین از سال ۱۳۸۵ نماینده مجلس خبرگان رهبری از استان خراسان رضوی است. او  از مؤسسان  دانشگاه امام صادق  است و از سال ۱۳۶۱ تا ۱۳۸۴، معاونت آموزشی و تحصیلات تکمیلی این دانشگاه راه عهده‌دار بود. علم‌الهدی عضو جامعه روحانیت مبارز است.
از علم‌الهدی به‌عنوان یک شخص تندرو و بیش از حد محافظه‌کار یاد شده‌است. درجه فقهی او حجت‌الاسلام و نیز آیت‌الله است. از سخنرانی‌های معروف علم‌الهدی در راهپیمایی ۹ دی ۱۳۸۸ که از سوی حکومت ایران  در واکنش به اعتراضات تاسوعا و عاشورای ۱۳۸۸ برگزار شد بود که او در آن مخالفان سید علی خامنه‌ای را «حزب شیطان» توصیف کرد و کسانی که به اصل ولایت فقیه توهین می‌کنند را «یک مشت بزغاله و گوساله» نامید. اتحادیه اروپا در سال ۲۰۲۳ وی را به دلیل «نقض جدی حقوق بشر در ایران»، «نفرت‌پراکنی» علیه زنان و پخش اعترافات اجباری بازداشت‌شدگان تحریم کرد.

## زندگی
سید احمد علم‌الهدی در سال ۱۳۲۳ در مشهد به دنیا آمد و از سال ۱۳۳۸ در حوزه علمیه مشهد نزد ادیب نیشابوری، سید احمد مدرس یزدی، مرتضی شاهرودی، علی مشکینی و فیض گنابادی سطوح حوزوی را فراگرفت. سپس در درس خارج فقه سید محمدهادی میلانی به مدت هفت سال شرکت کرد.
وی از سال ۱۳۵۹ تا مرداد ۱۳۶۱ مسئولیت کمیته انقلاب اسلامی منطقه یک تهران را عهده‌دار بود و پس از مدتی به عضویت شورای مرکزی جامعه روحانیت مبارز تهران درآمد. از سال ۱۳۶۱ به همراه محمدرضا مهدوی کنی و باقری کنی اقدام به تأسیس دانشگاه امام صادق نمود. وی به مدت ۲۲ سال به عنوان عضو هیئت علمی در سمت معاونت آموزشی و تحصیلات تکمیلی این دانشگاه فعالیت نمود.
او یکی از منتقدان جدی جریان دوم خرداد ۷۶ و دولت محمد خاتمی و جزو معدود روحانیونی بود که طرفدار جریان آبادگران و رزمندگان (که نهایتاً به پیروزی محمود احمدی‌نژاد در رقابت انتخابات ریاست جمهوری ۸۴ کمک کرد) بودند.
سید احمد علم‌الهدی در تاریخ ۱۷ فروردین ۱۳۸۴ با حکم سیدعلی خامنه‌ای به عنوان امام جمعهٔ شهر مشهد انتخاب شد. او در هر خطبه نماز جمعه صحبت‌های فارسی خود را به صورت عربی هم می‌گوید.
در سال ۱۳۸۵ با شرکت در انتخابات مجلس خبرگان رهبری به عنوان نفر دوم از استان خراسان رضوی انتخاب شد و از آن پس به عنوان نماینده خبرگان نیز فعالیت می‌نماید.
پس از انتخابات جنجالی سال ۸۸ در خطبه‌های نماز جمعه به تاریخ ۲ مرداد ۸۸ حمایت جدی خود را از محمود احمدی‌نژاد اعلام کرد و گفت: «احمدی‌نژاد عزیز ماست و ما به صلاحیت او رای داده‌ایم و پای رای‌مان هم ایستاده‌ایم.» از سویی دیگر، (بنا به گزارش خبرگزاری تسنیم): در سال‌های آخر از دولت احمدی‌نژاد و به‌خصوص در زمان دوره دوم ریاست‌جمهوری‌اش، از جمله منتقدان فرهنگی دولت محسوب می‌شد و از اولین افرادی به‌شمار می‌آمد که هشدار به انحراف دولت محمود احمدی‌نژاد از ولایت و رهبری می‌نمود، و همچنین بیان داشت: تغییر نگاه «ولایت‌محوری به قدرت‌محوری» در احمدی‌نژاد سبب تردید جدی نسبت به وی شد.
وی در جریان انتخابات ریاست‌جمهوری ایران (۱۳۹۲) از حامیان سعید جلیلی بود.
او پس از درگذشت واعظ طبسی در تاریخ ۱۹ اسفند ۱۳۹۴ با حکم سید علی خامنه‌ای به عنوان نماینده ولی فقیه در خراسان رضوی انتخاب شد.
سید ابراهیم رئیسی و حسن پناهیان دامادهای وی هستند. سکینه ریخته‌گر زاده (۱۳۲۵–۱۳۹۶)، همسر وی، صبح روز ۲۱ خرداد ۱۳۹۶ بر اثر بیماری قلبی در سن ۷۱ سالگی درگذشت.

## اتهام فساد مالی
در تیر ۱۴۰۲، وحید اشتری گفت بیش از هزار هکتار زمین در مشهد و پنج هزار و ۷۰۰ «رَقبه سنددار» در چناران به علم‌الهدی واگذار شده‌است. به گفتهٔ اشتری، ۱۰ درصد از درآمد این موقوفه، معروف به موقوفه گوهرشاد، به‌عنوان حق تولیت به علم‌الهدی می‌رسد. علم‌الهدی در واکنش گفت، بر اساس وقف‌نامه، در صورت نبود «اولاد واقفه»، موقوفه به «صلحای سادات» می‌رسد. در ابتدا قرار بود علم‌الهدی ۵ سال تولیت موقوفه گوهرشاد را بر عهده داشته باشد، اما با اعتراض او، متولی همیشگی این موقوفه شده‌است. او همچنین گفت که مبلغی از این موقوفه به حساب او واریز نشده‌است.

## تحریم‌ها
اتحادیه اروپا در ۲۰ مارس ۲۰۲۳، یک نهاد و ۸ تن از مقامات جمهوری اسلامی از جمله احمد علم‌الهدی را به دلیل «نقض جدی حقوق بشر در ایران»، «نفرت‌پراکنی» علیه زنان، تصویب طرح‌هایی برای تحدید آزادی‌های زنان و پخش اعترافات اجباری بازداشت‌شدگان تحریم کرد.

## دیدگاه‌ها

### امامان جمعه
وی گفته‌است: از آن جایی که مقام رهبری امام است، ائمه جمعه هر شهر امام‌زاده زنده آن شهر است و بقعه و بارگاه هم همان دستگاه نماز جمعه است، بنابراین شما باید از امام جمعه شهرتان محافظت کنید. «مردم نباید بی در و دروازه امام جمعه را نقد کنند، امام جمعه مشهد با بیان اینکه «امام جمعه نمی‌تواند نسبت به جریان‌ها و کم‌ و کاستی عملکرد مسئولان بی‌تفاوت باشد»، تصریح کرد: چرا که این کار مشکل شرعی دارد و از سویی موجب سلب اعتماد مردم به ائمه جمعه خواهد بود.»

### ویروس کرونا
۹ اسفند ۱۳۹۸ در زمان شیوع ویروس کرونا در ایران علم الهدی با تعطیلی نماز جمعه‌ها مخالفت کرده و نماز جمعه را فریضه الهی می‌نامید که نباید در هیچ شرایطی تعطیل شود.
به‌رغم هشدار مکرر مسئولان کادر درمانی کشور نسبت به خطر گسترش کرونا، احمد علم‌الهدی در مرداد ۱۳۹۹ خواستار برگزاری مراسم عزاداری ماه محرم «پرشورتر و پرهیجان‌تر» مردم در کوچه و خیابان‌ها شده‌است.

### زبان انگلیسی
«زبان انگلیسی نه تنها زبان علم نیست، بلکه زبان جهل است»؛ از شیطنت‌های ناپاکانه انگلیس این بود که زبان انگلیسی را زبان علم معرفی کردند. اتفاقاً انگلیسی زبان جهل است. برای نمونه عرض می‌کنم؛ ترجمه انگلیسی کتاب‌های فلاسفه غربی که عمدتاً آلمانی هستند، به مراتب بی‌اعتبارتر از ترجمه فارسی آن‌ها است و فیلسوف غربی هم حاضر نیست این ترجمه انگلیسی را به عنوان مرجع بشناسد. در حقوق، تمام منابع انگلیسی از اعتبار ساقط است. منابع علمی در «حقوق غرب» باید به زبان فرانسوی باشد. زبان انگلیسی، زبان علم نیست؛ زبان جهل و کلک است. زبان سیاست بازی و به هم زدن علم است. کتب علمی را به زبان انگلیسی ترجمه کرده‌اند. هیچ مجمع علمی ترجمه‌های انگلیسی را به عنوان مرجع علمی قبول ندارد. چه کسی گفته زبان انگلیسی زبان علم است؟ ادبیات فارسی که سالم مانده به خاطر این است که با ادبیات اجنبی آمیخته نشده‌است.»

### جدایی جنسیتی
وقتی در کلاس درس دانشگاه، پسری کنار دختری بنشیند و بوی عطر دختر در بینی پسر بپیچد، معلم چگونه می‌تواند از این ۲ جوان انسان بسازد. بی‌حجابی آپارتاید جنسی است نه حجاب.

### حجاب و بدحجابی
احمد علم‌الهدی بدحجابی را از «بدترین گناهان» می‌داند. در تیر ۱۳۹۵، از «آمران به معروف و ناهیان از منکر» خواست «به مبارزه با بی‌حجابی ادامه دهند». واقعه مسجد گوهرشاد را «دفاع از حجاب و مبارزه با بی‌حجابی و دیگری دفاع از روحانیت و مرجعیت» تفسیر کرده‌است. خواهان «ریشه‌کن شدن بدحجابی به‌وسیله گشت‌های ارشادی ناجا» است؛ همچنین از «جوانان و مؤمنان انقلابی» خواست که «با این بی‌حجابی‌ها مبارزه کنند، زیرا پلیس به تنهایی نمی‌تواند جلوی بی‌حجابی در شهر مشهد را بگیرد». او حامیان آزادی در گزینش یا برداشتن حجاب در ایران را، دستورگیرنده از «بیرون مملکت یعنی آمریکا و اروپا» می‌داند و «طرف دیگر آن نیز عده‌ای قدرت یاب فرصت طلب داخلی است که اگر فساد و شهوت در بین مردم صورت عادی و ارزشی پیدا کند و عبودیت و تقوا حذف شود آن گاه بستر استکبار و ظلم فراهم می‌شود». بدحجابی را برابر با فساد اجتماعی و شهوت‌رانی دانست که راه «سلطهٔ استکباری آمریکا» در ایران را می‌گشاید.
علم الهدی در ۳۱ اردیبهشت ۱۳۸۹ بیان داشت که «بدحجابی، دهن‌کجی و بی‌حرمتی به فاطمه زهرا است» و گفت:
دختران و زنان بدحجاب، خاکریز دشمن و سربازِ پیاده‌نظام آمریکا هستند… هرگاه زن و دختر بدحجاب آرایش کرده در برابر جوانی قرار می‌گیرد او را از مسیر دین خارج کرده و به مسیر فساد می‌کشاند و از این راه دشمن به هدف خود می‌رسد و این افراد بدحجاب چه بخواهند و چه نخواهند خاکریز اول جنگ نرم دشمن هستند و جبهه او را تغذیه می‌کنند.

### مخالفت با برگزاری کنسرت
او به شدت با برگزاری کنسرت در مشهد مخالف است و این امر مورد انتقاد مردم شده‌است.
- تو کنسرت می‌خواهی، مشهدی نباش، برو یک شهر دیگر زندگی کن— احمد علم‌الهدی

### ادعاها پیرامون جایگاه رهبری
روز ۹ دی سال ۱۳۸۸، وی در تجمع عاشورایان سخنرانی کرد. در این سخنرانی او به لزوم ولایت پذیری از ولی فقیه تأکید کرد و ولایت ولی فقیه را هم ارز با ولایت امام زمان دانست.
چگونه ما امروز ولایت‌پذیر مولای متقیان باشیم؟ آیا این ولایت‌پذیری چیزی جز پذیرش ولایت فقیه است؟ مگر ولایت امیرالمؤمنین به یکایک ائمه تا امام زمان منتقل نشد؟ امام زمان (عج) امام امروز ماست و اجرای امامت ایشان برای ما که دسترسی به ایشان نداریم، ولی فقیه و مجتهد جامع‌الشرایط است.
اصل ولایت فقیه همان اصل امامت است و مخالفت با آن، مخالفت با اصل امامت.
مخالفت با اصل ولایت فقیه، مخالفت با اصل امامت، قرآن و آیه قرآن است و مخالفت با شخص ولی فقیه چون تنها مصداق این ولایت بر روی کره زمین منحصراً مقام معظم رهبری هستند، مخالفت با اصل ولایت فقیه محسوب می‌شود.
در منابع شیعی دوازه امامی، امام مهدی به عنوان آخرین امام شناخته می‌شود و ایشان زنده هستند و در غیبت به سر می‌برند. علم الهدی در سخنانی شخص ولی فقیه، سید علی خامنه‌ای، را به عنوان نوهٔ زندهٔ پیامبر اسلام، حضرت زهرا و امام علی خواند.
از علی و زهرای آن روز یک نواده باقی ماند و سایه‌اش بر سر ما افتاد. یا رسول‌الله این مردم این نواده باقی مانده از علی و زهرای آن روز را این‌گونه روی دست گرفته‌اند و خون رگ‌های بدن خود را به او تقدیم می‌کنند.

### اظهارات پیرامون انتخابات شورای شهر مشهد
سید محسن حسینی پویا نماینده پنجمین دوره شورای اسلامی شهر مشهد در کانال تلگرامی شورای شهر مشهد مدعی است که علم الهدی چنین مطالبی را به برخی اصولگرایان توصیه کرده‌است: «یکی از دوستان آمد و نامه‌ای به بنده داد … این نامه با امضای سه نفر از سه جریان و تشکل بود … گفتم؛ برو به این سه نفر بگو شما بروید زنای محصنه بکنید، عرق بخورید و انواع فسق و فجور را بکنید بعد هم توبه کنید، خدا شمارا می‌بخشد اما این گناهی که شما در حال ارتکاب آن هستید که ممکن است سرنوشت اسلام و مسلمین در دست غیر بیفتد حتی اگر تا روز قیامت انواع عبادت‌ها را انجام دهید، جهنمی مسلم هستید، زیرا خیانت به اسلام و مسلمین کردید.»

### اشکنه
وی در مرداد ماه سال ۱۳۹۱ در خطبه‌های نماز جمعه گفت:
بنا نیست زندگی شما هر جور که قبلاً می‌گذشته الان هم همان‌طور باشد. 
اگر مرغ در دسترس نیست آن را با یک ماده پروتئینی دیگر جایگزین کنید. مشهدی‌ها مگر اشکنه پیاز داغ را یادتان رفته و آن زندگی را فراموش کرده‌اید؛ مگر قرار است برنامه همان باشد که قبلاً بوده‌است. 
وبگاه انتخاب به بررسی هزینهٔ یک وعدهٔ غذایی اشکنه پرداخت و آن را با مرغ مقایسه کرد، به‌طوری‌که سخنان علم الهدی غیرکارشناسی جلوه نمود.
وی در سال ۱۳۹۵ نیز خود را نگران وضعیت غذایی مردم نشان داد.
روزنامه جمهوری اسلامی در انتقاد به این سخنان او نوشت:
زمان دولت گذشته، رشد اقتصادی منفی بود و انگار ساعت بر عکس می‌چرخید و بردارها رو به قبل در حرکت بود لذا سران قوم هم می‌فرمودند در روز به جای سه وعده، دو وعده غذا بخورید و یک وعده غذا بخورید و دیگری در اوایل مرداد ۹۱ در مشهد فرمود: اگر مرغ در دسترس نیست آن را با یک ماده پروتئینی دیگر جایگزین کنید.
 ایشان به یاد مردم آوردند که: مشهدی‌ها مگر اشکنه پیاز داغ را یادتان رفته و آن زندگی را فراموش کرده‌اید؛ مگر قرار است برنامه همان باشد که قبلاً بوده‌است… بله، مگر پدران و پدر بزرگ‌های ما چه می‌خوردند؟ و… اما حالا همان بزرگواران، از ضرورت توجه به مردم برای رفع مشکلات و در نتیجه زندگی بهتر می‌گویند.
مستغنی کردن طلّاب
احمد علم‌الهدی در همایش بزرگداشت نواب گفت:
اگر امروز وضعیت اقتصادی طلبه مناسب نباشد خطرهای مختلفی بنای روحانیت و حوزه را تهدید می‌کند. از یک سو باید مسئولان امر این کار را انجام دهند و از سوی دیگر همه ما می‌دانیم که سطح زندگی روحانی و طلبه باید در پایین‌ترین جریان‌ها قرار گیرد، اما اگر طلبه در زندگی خود دیگران را ملاک قرار دهد و زندگی متجملانه و مرفهانه را سرمشق خود کنند، مسئولان به گرد معیشت طلاب نمی‌رسند.
ما باید تلاش کنیم که حتی‌الامکان سطح معیشتی طلاب را بالا ببریم تا طلبه فردی مستغنی باشد و با آرامش خاطر درس بخواند و فعالیت‌های خدماتی خود را انجام دهد.

### سوفیا لورن
بعد از حواشی جشن روز زن در برج میلاد و رقص چند دختر خردسال، علم‌الهدی در نمازجمعه مشهد اعلام کرد که برگزارکنندگان این جشن می‌خواستند نشان دهند «الگوی جامعه، حضرت زهرا نیست بلکه سوفیا لورن است.» بعد از انتشار این صحبت‌ها، کاربران ایرانی بیشترین جستجوی اینترنتی نام سوفیا لورن را در بین کشورهای جهان داشته‌اند. بنا به آمار گوگل، ایرانیان در مجموع ۱۴ سال اخیر رتبه ششم را در جستجوی نام سوفیا لورن داشتند، اما در روز این صحبت‌ها، کاربران ایرانی بین همه کاربران جهان بیشترین جستجوی نام سوفیا لورن (به انگلیسی) را داشته‌اند.

### سفیر بریتانیا باید تکه‌تکه شود
علم‌الهدی با اشاره به ماجرای دستگیری سفیر بریتانیا در تهران و در میان تجمع‌کنندگان مقابل دانشگاه امیرکبیر گفت: «سفیر انگلیس اخراج شود بالاترین محبت در حق اوست؛ سفیر انگلیس باید تکه‌تکه شود. انگلستان باید ممنون عناصر امنیتی ما باشد؛ اگر این عنصر ناپاک دست نیروهای خط حاج قاسم سلیمانی می‌افتاد تکه بزرگش، گوشش بود؛ او ستون پنجم دشمن ماست، همچنین او خطاب به دانشجویانی که در آبان ۹۸ حاضر به پا گذاشتن روی پرچم آمریکا نشدند گفت: آنان نیز باید ستون پنجم دشمن هستند و باید تکه‌تکه شوند.»

### توهین به معترضان سال ۸۸
وی پس از عاشورای سال ۸۸ در تجمع ۹ دی گفت: «این مملکت در دست نظام ستمشاهی بود و این مردم با سینه خشک به استقبال گلوله داغ رفتند، قطره قطره خون خود را داده‌اند تا ولایت فقیه را حاکم کردند. آن وقت یک مشت بزغاله گوساله بیایند در مقابل چشم مردم به اصل ولایت فقیه توهین کنند؟»

### حقوق کارگران قبل و بعد از انقلاب
علم‌الهدی در مورد قدرت خرید کارگران قبل و بعد از انقلاب در ۱۷ دی ۱۴۰۰ گفت: «الان کارگر با یک سوم مزد روزانه‌اش، می‌تواند چلوکباب بخورد ولی روزی که دلار هفت تومان بود و آمریکا مسلط بود، یک کارگر مزد یک روزش را با یک سوم آن می‌خواست ناهار بخورد بیشتر از یک نان و پنیر انگور نمی‌توانست بخورد.

### فضای مجازی
احمد علم‌الهدی از منتقدان فضای مجازی است.
«مجلس هم که هر روز یک افسانه ساز می‌کند، یک روز می‌گویند صیانت یک روز می‌گویند صیانت قبول نیست، تنظیم‌گرایی. آخر شما چقدر معطل هستید؟ می‌خواهید تا کی صبر کنید و دشمن تا کجا برسد؟ مجلس و دولت باید بیایند و با همه قدرت مسئولان بایستند در این مسئله. دشمن آمده تا حلق ما. هی شما امروز و فردا می‌کنید، چرا آنقدر معطّل هستید؟ یک روز طرح صیانت رأی آورد، یک روز رأی نیاورد. ان شاءالله امیدوارم عزیزان ما در این زمینه عنایت بفرمایید.»
احمد علم‌الهدی: «مردم باید آزاد باشند، آزادی شعار اول مردم در انقلاب بود و باید از آن در تمام زندگی خود استفاده کنند، اما فضای مجازی ما برای مردم آزادی ندارد، بلکه برای دشمنان ما آزادی ایجاد کرده‌است.»

### برداشتن حجاب اجباری در خیزش ۱۴۰۱
علم‌الهدی در خطبه‌های نمازجمعه مشهد در ۲۷ آبان ۱۴۰۱ در واکنش به برداشتن حجاب در خیزش ۱۴۰۱ ایران گفت که «این‌هایی هم که روسری از سر برمی‌دارند و برای رضایت آمریکا کشف حجاب می‌کنند، بدانند که آمریکا به آنان به چشم همان روسپی‌های کودتای ۲۸ مرداد نگاه می‌کند. آیا راضی هستید که عفت خود را رها کنید تا آمریکا خوشش بیاید؟»

## از نگاه دیگران
- محسن تنابنده در واکنش به صحبت‌های سید احمد علم‌الهدی که گفته بود: «یک خانم بدحجاب باید احساس کند مردم از او متنفر هستند و ابراز نفرت از زن بدحجاب برای مردم یک تکلیف الهی است و برای این منظور به حرکت مردمی نیاز است.»

گفت: «مگر می‌شود پذیرفت یا توجیه کرد دستورات این‌چنینی از تریبون رسمی برای نفرت‌پراکنی بین مردم را؟! حرف‌هایی که گاهی به قیمت جان آدم‌ها تمام شده و چه بسا باز هم بشود.»
- محمدتقی فاضل میبدی در یادداشتی نوشت: «جناب علم الهدی! کنسرت قانونی ،ولو درمشهد،حرام نیست، ولی خلاف واقع سخن گفتن و وقعیت را پوشاندن شرعا وعرفا حرام وغیر اخلاقی است. از سویی شما درباره کسانی که در انتخابات شرکت نکردند، به بیانی در مقابل دیندارن تلقی کردی که این خود گناه بزرگی است. یعنی نظام جمهوری اسلامی پس از ۴۵ سال ۴۰ درصد مردم را توانسته دیندار بدارد. کاش متوجه لوازم سخنان خود می شدی!»[۶۰]

- سکینه سادات پاد (دستیار سید ابراهیم رئیسی) در واکنش به علم الهدی نوشت: «از تعریف‌های سلیقه‌ای مردم دست برداریم. مردم یعنی تک‌تک آحاد جامعه‌ای که می‌توانند محال را ممکن کنند. هر مسئول و گروهی خلاف همدلی مردم حرف بزند یا عمل کند، یا خائن است یا جاهل! معنای سیاست قطعی نظام همین است.»[۶۱]

- روزنامه جمهوری اسلامی در مطلبی از ادبیات عالم الهدی انتقاد کرد. «... این ادبیات، عرصه سیاسی کشور ما را به شوره زار فحش و تشر تبدیل کرده و همین وضعیت موجب شده بسیاری از مردم به ویژه جوانان از محافل مذهبی فاصله بگیرند.»[۶۲]

## فعالیت‌ها

### سمت‌ها
- ریاست کمیته انقلاب اسلامی منطقه ۱۰ تهران
- امامت جمعه مشهد پس از سید مهدی عبادی
- نمایندگی مردم استان خراسان در مجلس خبرگان رهبری
- نمایندگی ولی فقیه خراسان رضوی پس از واعظ طبسی

### آثار و تألیفات
- منتظر جهان و راز طول عمر
- اشک‌های فاطمه سلام الله علیها پشتوانه شمشیر علی علیه السلام
- اخلاق و روانکاوی از دیدگاه اسلام
- زهرا مولود وحی
- وهابیت ایده استعمار ترجمه خاطرات مستر جفری
- ترجمه کتاب انقلاب مهدی و پندارها، اثر سید محمدباقر صدر
- ترجمه کتاب فدک، اثر ملا محمد حسن قزوینی
- لیبرالیسم
- اصالت، دین‌شناسی ابتدایی مقالات چاپ شده
- فقه مقارن
- درس نامه دانشگاه امام صادق علیه السلام
- مقارنه بین حجیت الصحابه و حجیة اهل البیت علیهم السلام (عربی)
- ارزشهای انسانی در ارتباط از دیدگاه اسلام
- مردم سالاری دینی و ساختار امت
- آزادی و پرستش
- پارادوکس
- جمهوری اسلامی
- امت و جامعه مدنی
- حقوق بشر در سازمان ملل
- اطلاعیه حقوق بشر و حقوق اساسی ایران
- امیرالمؤمنین علیه السلام رهبر جهاد ضد ارتجاع
- تأثیر فرهنگ عاشورا و نمودهای عینی آن در اندیشه و نهضت امام خمینی
- حضرت جواد الائمه علیه السلام امام هشت ساله
- خودی و غیرخودی در اندیشه‌های قرآنی
- دین محوری در آموزش[۱۵]

#### همچنین تقریرات و جزوات متعددی در زمینه‌های مختلف از قبیل
- ۳۰ سال دربارهٔ مارکسیسم
- آزادی و پرسش
- اعلامیه حقوق بشر و حقوق اسلامی ایران
- التقاط جدید
- امیرالمؤمنین علی (ع رهبر جهاد ضد ارتجاع
- ای برادر کارگر
- بررسی ارتباط بین جامعه مدنی و مدینةالنبی
- پرسش از رفقا
- تفسیر مختصر پاره‌ای از اصطلاحات
- توطئه‌گران و سر و صدای تازه
- جامعه مدنی و امت
- جمهوری دموکراتیک در ایران
- حاکمیت ملی و اصل ۱۱۰
- حقوق بشر در سازمان ملل
- خودی و غیرخودی در اندیشه قرآن
- عشای ربانی
- عیسی پسر کیست؟[۱۵]